# Jetze Doorman
Jetze Doorman (ur. 2 lipca 1881 w Balk, zm. 28 lutego 1931 w Bredzie) – holenderski szermierz, pięcioboista nowoczesny i panczenista; czterokrotny medalista igrzysk olimpijskich.
Był jednym z najbardziej utytułowanych szermierzy w historii Holandii. W 1907 roku wygrał mistrzostwo Europy w szabli. To obligowało Holandię do zorganizowania kolejnego turnieju i poskutkowało utworzeniem Holenderskiej Federacji Szermierczej.
Na olimpiadzie letniej w Atenach w 1906 był między innymi piąty w szpadzie drużynowej. Podczas igrzysk olimpijskich w Londynie dwa lata później był dziewiąty w tej konkurencji, a indywidualnie odpadł w drugiej rundzie. Startował tam też w szabli, zajmując piąte miejsce drużynowo, a indywidualnie siódme. Na igrzyskach olimpijskich w Sztokholmie w 1912 roku zdobył dwa medale. Wspólnie z George'em van Rossemem, Adrianusem de Jongiem, Leonardusem Nardusem i Willemem van Blijenburghem zdobył brąz w szpadzie drużynowej. Parę dni później Holendrzy w składzie: Jetze Doorman, Dirk Scalongne, Adrianus de Jong, Willem van Blijenburgh, Hendrik de Iongh i George van Rossem zajęli też trzecie w szabli drużynowej. Kolejny medal wywalczył na igrzyskach olimpijskich w Antwerpii w 1920, gdzie Jan van der Wiel, Arie de Jong, Jetze Doorman, Louis Delaunoij, Willem van Blijenburgh, Salomon Zeldenrust i Henri Wijnoldy-Daniëls zdobyli brązowy medal w szabli drużynowej. Brał też udział w igrzyskach olimpijskich w Paryżu w 1924 roku, razem z kolegami z reprezentacji zdobywając kolejny brązowy medal w turnieju drużynowym szablistów.
Służył w Koninklijke Landmacht jako kapitan artylerii. Stacjonował między innymi w Albanii, odznaczony Orderem Orła Czarnego przez Wilhelma zu Wied.
Był pierwszym w historii oficjalnym mistrzem kraju w szabli indywidualnej. Nie zdobył medalu mistrzostw świata.
Na igrzyskach w 1912 został pierwszym w historii startów Holandii na igrzyskach pięcioboistą nowoczesnym. Ukończył jedynie pierwszą konkurencję i nie został sklasyfikowany.
Doorman był także panczenistą. W 1912 roku wziął udział w Wyścigu Jedenastu Miast, 200-kilometrowym wyścigu zamarzniętymi kanałami Fryzji. W czasie wyścigu uratował dwóch innych zawodników, pod którymi załamał się lód. Sam wycofał się z wyścigu, z powodu hipotermii.